# Стеф Вертхаймер
Стеф (Зеев) Вертха́ймер (нім. Stef Wertheimer, івр. סטף ורטהיימר; 16 липня 1926, Кіппенгайм, Німеччина — 26 березня 2025) — ізраїльський підприємець і громадський діяч. Мільярдер, створювач промислових парків у Галілеї та Негеві, депутат кнесету 9-го скликання (від фракції ДАШ), лауреат Премії Ізраїля за 1991 рік.

## Біографія
Стеф Вертхаймер народився в Кіппенгаймі в Німеччині в 1926 році. В 1937 році його сім'я, рятуючись від нацистського режиму, іммігрувала в підмандатну Палестину. Стеф навчався в тель-авівській школі «Нордау», але в 14 років був виключений через бійки, середню освіту так і не отримав. Він знайшов роботу в майстерні з ремонту фотоапаратів, потім працював у магазині продавцем оптичної техніки. В 1943 році Стеф пішов у добровольці в британські збройні сили, ставши техніком з ремонту оптики на базі BBC в Бахрейні. Вернувшись після війни в Палестину, він вступив в «Пальмах» та закінчив льотні курси, після чого працював в підпільній майстерні, конструюючи зброю, а в 1948 році приєднався до диверсійного підрозділу «Іфтах» у складі «Пальмахіму».
У 1952 році Вертхаймер створив у Нагарії фірму «Іскар» (івр. ‏ישקר‏‎), почавши розробляти та випускати ріжучі інструменти із супертвердих сплавів. Пізніше, в 1968 році, коли Франція, яка поставляла Ізраїлю турбіни для авіаційних двигунів, ввела ембарго, Вертхаймер заснував нову компанію — «Технологіят Лахавім», і зумів замінити імпортні деталі для ізраїльських BBC власного виробництва. В 1982 році з його ініціативи був створений промисловий парк Тефен в Галілеї, і надалі Вертхаймер активно брав участь в створені промзон в Галілеї та Негеві, а також в Туреччині. Він також заснував поселення Кфар-Врадім у Галілеї, перше населення якого складалося з працівників його підприємств.
В середині 70-х років Вертхаймер зацікавився політикою і став одним з засновників Демократичного руху за зміни (ДРЗ). Коли нова партія успішна виступила в 1977 році на виборах в кнесет, Вертхаймер став депутатом, після розколу в русі ДРЗ та залишився в рядах фракції «Шинуй». В кнесеті він входив в комісію по іноземних справах та оборони й по економіці, проте, за його словами, швидко дійшов до висновку, що як промисловець-бізнесмен може принести суспільству набагато більше користі, ніж як політик.
У 2006 році було об'явлено про покупку 80 % акцій компанії «Іскар» Ворреном Бафотом. Розмір угоди склав 4 млрд доларів, та Вертхаймер, чий особистий капітал уже до кінця 2005 року складав 2,4 млрд доларів, офіційно став після нього найбагатшим ізраїльтянином. Залишок акцій «Іскару» був викуплений Бафотом у сімейства Вертхаймера за два мільярди доларів у 2013 році. Через рік 51 % акцій «Технологіят Лахавім» було продано американському концерну Pratt & Whitney; вартість та умови угоди не оприлюднювалася, але оцінюються в сотні мільйонів доларів.

## План Маршала для Близького Сходу
Вертхаймер є ініціатором та прихильником ідеї «Плану Маршала на Близькому Сході» — його концепція полягає у використані промисловості для створення гідної навчальної системи, створення нових робочих місць, подолання бідності та підвищення доходу на душу населення для тих, хто живе на Близькому Сході.
У 1990-х роках він розробив плани індустріального парку в Рафах, в Газі. Палестинські та ізраїльські уряди запропонували йому підтримку, однак за тиждень перед початком церемонії відкриття та застосування плану почалася (Друга Інтифада), і його виконання було відкладено на невизначений термін.
У 2002 році він виступав перед Палатою представників Сполучених Штатів і доводив до загалу про «новий план Маршалла», у якому виступає за фінансування США для відродження Близького Сходу шляхом постійних капіталовкладень, спрямованих на розвиток торгівлі, створення робочих місць та вільної економіки в регіоні. Бачення Вертхаймера передбачає будівництво ще 100 нових промислових парків, в яких будуть працювати та задіяні як ізраїльтяни та палестинці. Вертхаймер не обмежує свою ідею Ізраїлем, має плани й в Туреччині та Йорданії. Сам він висловлюється так: «Мій план Маршалла побудований на допомозі від західних країн і зміцнення Близького Сходу, з метою досягти миру та спокою. Якщо згоди буде досягнуто, парки можуть ввійти в епоху, коли виробництво, експорт, освіта та висока якість життя можуть замінити тероризм та бідність».

## Сім'я
Стеф Вертхаймер одружений, у нього четверо дітей. Старший син Стефа, Ейтан Вертхаймер — колишній генеральний директор «Іскару» і власник найбільшого в Ізраїлі кінного заводу.

## Ідеологічні позиції
Стеф Вертхаймер — переконаний прихильник мирної ідеї арабо-ізраїльського існування. Згідно з його уявленнями, вирішити арабо-ізраїльський конфлікт може створення додаткових місць роботи та економічне процвітання. В руслі цієї ідеї він у 2002 році звернувся до Конгресу США із проєктом «плану Маршалла для Близького Сходу», який передбачав американські фінансові вливання в розвиток виробництва в цьому регіоні. Сам Вертхаймер у 2013 році відкрив в арабонаселоному Назареті парк високих технологій — першу структуру цього типу в арабському секторі Ізраїлю — й виступає з ініціативою створення спільних підприємств із Йорданією, Ліваном.
Хоча створені Вертхаймером підприємства базуються на передових технологіях, він не поділяє позицію, згідно з якою Ізраїль повинен сконцентруватися на виробництві хай-теку та надати виробництво країнам з більш дешево робочою силою. Вертхаймер наводить на приклад країни, які змогли перебудувати своє традиційне виробництво таким чином, щоб успішно конкурувати з дешевою китайською продукцією — Північну Корею, Німеччину, Фінляндію та Швейцарію. На початок 2015 року тільки на підприємствах «Іскар» в Ізраїлі працювали понад 3000 працівників (і понад 12 тисяч в усьому світі). Сам Вертхаймер ще з 1970-х років приділяє увагу покращення систем професійної освіти. Так він посприяв розширенню мережі технічних училищ ОРТ, а в промисловій зоні Тефен заснував вище інженерне училище.

## Визнання діяльності
В знак визнання заслуг Стефа Вертхаймера йому, на дивлячись на незакінчену середню освіту, надали почесне докторське звання і ступінь хайфського Техніону та університету ім. Бен-Гуріону в Беер-Шиві. В 1991 році він став лауреатом Премії Ізраїлю, а у 2008 році був удостоєний Медалі Бубера-Розенцвейга за свої зусилля з досягнення миру шляхом розвитку економіки.
У 2008 році він отримав медаль «Бубер-Розенцвейг».